# Lech Majewski (reżyser)
Lech J. Majewski (ur. 30 sierpnia 1953 w Katowicach) – polsko-amerykański reżyser filmowy i teatralny, pisarz, poeta, malarz i scenarzysta.  

## Życiorys
Absolwent V Liceum Ogólnokształcącego im. Władysława Broniewskiego w Katowicach. Początkowo studiował malarstwo na Akademii Sztuk Pięknych, a w 1973 roku dostał się na Wydział Reżyserii do Szkoły Filmowej w Łodzi. Jego film dokumentalny Grand Hotel (1975), nakręcony podczas studiów, zdobył Grand Prix na Międzynarodowym Festiwalu Szkół Filmowych. Jeszcze w Polsce napisał i wyreżyserował dwa filmy fabularne: średniometrażowy dyplom Zwiastowanie (1978) oraz debiut p.t. Rycerz (1980), który Janet Maslin opisała w New York Times jako „przejmującą, surową przypowieść zachowującą oszczędny, porywający styl wizualny”, a Kevin Thomas w Los Angeles Times określił jako „film piękny i mistyczny”. 
W 1982 roku wystawił Odyseję Homera w Londynie. Wyprodukowana przez Shivaun O'Casey, ze wsparciem finansowym Samuela Becketta i Johna Cleese, spektakl odbywał się na barce płynącej po Tamizie. Londyński Times nazwał inscenizację „potężnym teatrem”. Rok później artysta przeprowadził się do Stanów Zjednoczonych, gdzie jego twórczość zyskała międzynarodowy rozgłos. Na podstawie pierwszej powieści Kasztanaja napisał scenariusz do amerykańskiego debiutu filmowego Flight Of The Spruce Goose (1985), w którym zagrali Karen Black, Betsy Blair i król horroru, George Romero. Producentem był Michael Hausman, który wyprodukował takie filmy jak Amadeusz Formana i Gangi Nowego Jorku Scorsese; premiera odbyła się na Festiwalu Filmowym w Cannes.
W 1986 roku udał się do Rio de Janeiro, aby stworzyć scenariusz z „najbardziej poszukiwanym człowiekiem świata”, Ronaldem Biggsem, jednym ze sprawców angielskiego „Napadu Stulecia”. Film Prisoner Of Rio (1989), oparty na historii porwania Biggsa przez Scotland Yard, został ukończony w Pinewood Studios i dystrybuowany przez Columbia Pictures-TriStar. Występują w nim Steven Berkoff, Florinda Bolkan, Peter Firth i Paul Freeman. Hans Zimmer zadebiutował jako kompozytor muzyki. 
W 1992 roku, wspólnie z Propaganda Films Davida Lyncha, wyprodukował i wyreżyserował film Gospel According To Harry, który Piers Handling z Toronto Film Festival nazwał „wizjonerskim poematem filmowym”. Viggo Mortensen, pamiętny Aragorn we Władcy Pierścieni, zadebiutował w roli głównej. W latach 1987–1992 napisał dwie powieści: Szczury Manhattanu oraz Pielgrzymkę do grobu Brigitte Bardot Cudownej, wykładał też w Timothy Dwight College na Uniwersytecie Yale i opublikował tom esejów Oficjalne Centrum Świata. 
Inscenizacja Ubu Rex Krzysztofa Pendereckiego z 1993 r., nagrodzona Złotą Maską za najlepszą inscenizację oraz Złotym Orfeuszem na Festiwalu Warszawska Jesień, wprowadziła Majewskiego do świata opery. We wrześniu 1995 roku Polska Opera Narodowa zainaugurowała nowy sezon jego inscenizacją Carmen Bizeta, transmitowaną na żywo przez CANAL+. Francuski magazyn Opera International uznał tę inscenizację za jedną z najlepszych produkcji operowych na świecie w 1995 roku. 
W 1995 roku Lech Majewski był również współproducentem filmu Basquiat opartym na własnej powieści i wyreżyserowanej przez Juliana Schnabla. W filmie nagrodzonym na Festiwalu w Wenecji wystąpili: Jeffrey Wright, Benicio del Toro, Willem Dafoe, Gary Oldman, Tatum O'Neal, Courtney Love, Dennis Hopper i David Bowie jako Andy Warhol. W tym samym roku wyreżyserował The Black Rider w teatrze Heilbronn w Niemczech. Jego wersja postmodernistycznej opery Boba Wilsona, Toma Waitsa i Williama Burroughsa przyniosła mu „Killianpreis” za najlepszą reżyserię w niemieckim teatrze i została określona przez niemieckich krytyków jako „prawdziwe mistrzostwo” (Stuttgarter Zeitung), „wspaniałe, hipnotyczne widowisko” (Stimme), „zapierająca dech w piersiach podróż w nieznane” (Rundblick). 
W 1996 roku Lech Majewski zadebiutował jako librecista i kompozytor (wraz z Józefem Skrzekiem), pisząc autobiograficzną operę Pokój Saren. Premiera w Operze Śląskiej zdobyła nagrodę Złotej Maski. Polygram Records wydał podwójną płytę CD, a Międzynarodowy Instytut Teatralny (ITI) wybrał ją spośród ponad sześciuset zgłoszeń do „złotej dwunastki” nowych oper na świecie i zaprezentował w Düsseldorfie w 1998 roku. W tym samym roku, na podstawie swojej opery, Majewski stworzył wideo fresk Pokój Saren, opisany jako „wyjątkowo piękna autobiograficzna przypowieść o cyklu życia” (Time Out London); „zapierająca dech intensywność!” (The Washington Post); i „urzekające piękno” (Variety). 
W 1997 roku Majewski wystawił i nakręcił w Niemczech własną wersję Snu nocy letniej Szekspira, a rok później wyprodukował serię płyt CD z udziałem polskich mistrzów muzyki współczesnej, w tym Henryka Mikołaja Góreckiego. W tym samym roku wystawił Tramwaj, eksperymentalny „30-kilometrowy spektakl” i zbudował instalację Wypadek w Galerii Sztuki Współczesnej w Katowicach. Wideoart oparty na tej wystawie wygrał 32. Międzynarodowy Festiwal Sztuki w Houston. 
W 1999 roku Lech Majewski wyreżyserował film Wojaczek. Prezentowany na wielu festiwalach, m.in. w Rotterdamie, Berlinie, Jerozolimie, Rio de Janeiro, Londynie, Nowym Jorku, Montrealu i Los Angeles, film otrzymał ponad dwadzieścia nagród, w tym Europejską Nagrodę w Strasburgu i w Barcelonie, gdzie Międzynarodowa Federacja Stowarzyszeń Filmowych wybrała Wojaczka jako Najlepszy Niezależny Film Roku 2000, przyznając mu prestiżową Nagrodę Don Kichota. Amator Krzysztof Siwczyk, grający tytułową rolę, został nominowany przez Europejską Akademię Filmową do nagrody dla najlepszego europejskiego aktora. „Znakomity i zaskakująco dowcipny – napisał Michael Phillips w Chicago Tribune: – Wojaczek operuje boleśnie pięknym poczuciem wizualnego kunsztu. Doskonały!” A.O. Scott w The New York Times nazwał film „genialnym”, a Doris Meirhenrich z Berlinale „wirtuozerskim osiągnięciem!” 
W 2000 roku Majewski został członkiem Europejskiej Akademii Filmowej i nakręcił epicki film o śląskich górnikach żyjących w okultystycznej komunie pt. Angelus. „W tym filmie jest oczyszczona aura piękna, która tworzy oszałamiające poczucie wyobraźni pokonującej wszelkie przeszkody – napisał Robert Koehler w Variety; – sposób, w jaki film tworzy fantastycznie zaprojektowane i sfilmowane ujęcia, ma niemal halucynacyjny wpływ na oko”. Angelus zdobył wiele nagród, w tym Nagrodę Felliniego. W tym samym roku Pokój Saren został zaprezentowany w Palagraziussi w Wenecji (we współpracy z Biennale), a w 2002 roku w Museum of Modern Art w Nowym Jorku i w Galerie Nationale du Jeu de Paume w Paryżu. 
W 2002 roku pojawiło się wiele prac Lecha Majewskiego; Litewska Opera Narodowa wystawiła jego inscenizację Carmen, podczas gdy widzowie w Niemczech mogli zobaczyć jego wersję Opery za trzy grosze, a także eksperymentalny spektakl teatralny Tramwaj wystawiony w tramwaju w Düsseldorfie. Opublikował również swoją czwartą powieść Metafizyka, na której oparł swój kolejny film Ogród rozkoszy ziemskich, angielsko-włoską produkcję nakręconą w Wenecji i Londynie. Ukończony w 2004 r. film zdobył Grand Prix na Międzynarodowym Festiwalu Filmowym w Rzymie. „W Ogrodzie rozkoszy jest magia – napisał R. Emmet Sweeney w Village Voice – każda chwila staje się boleśnie piękna”. „Ten film zawstydza większość innych historii miłosnych swoją szczerością – napisał The Washington Post; – w niemal filozoficznych ramach Majewskiemu udaje się opowiedzieć zadziwiająco ludzką historię: oszałamiającą dziwność bycia człowiekiem: kruchym, materialnym, lecz pełnym idei i aspiracji. Ogród rozkoszy ziemskich to jeden z najpotężniejszych filmów nakręconych od lat”. Mick LaSalle napisał w San Francisco Chronicle: „Nie sądzę, żebym o tym filmie kiedykolwiek zapomniał. Ma w sobie dziwne, tęskne piękno”, a Tim Lucas z Sight&Sound nazwał go „jednym z moich ulubionych filmów wszech czasów”. 
W 2005 r. zorganizowano dwie duże retrospektywy prac Lecha Majewskiego; w Buenos Aires i w Londynie, gdzie British Film Academy, Riverside Studios i Curzon Cinemas pokazały jego filmy, a Whitechapel Art Gallery jego sztukę wideo. Rok wcześniej zaprezentowano zbiór wizualnych poematów zatytułowany DiVinities i ukazała się piątą powieść Majewskiego, Hipnotyzer. 
W 2006 roku nowojorskie Museum of Modern Art uhonorowało go indywidualną retrospektywą zatytułowaną „Lech Majewski: Conjuring the Moving Image”. Światowa premiera Krwi Poety, sekwencji trzydziestu trzech prac wideo, była punktem kulminacyjnym retrospektywy. Pokazywana później przez wiele galerii i muzeów, instalacja Krew Poety pokazywana była na Berlinale w 2007 roku i stała się częścią 52. Biennale w Wenecji. Później cykl został scalony w pojedynczy film fabularny Szklane usta, który miał premierę w USA. Jeannette Catsoulis napisała w New York Times: „Lech Majewski tworzy estetykę dysfunkcji, która jest równie piękna, co niepokojąca. Po chwili ekspresja filmu staje się tak hipnotyczna, że trudno jest nie konfrontować jej z własnym życiem”. Krytyk New York Post, V. A. Musetto, nazwał Szklane usta: „jednym z najbardziej niezwykłych i pięknych filmów roku”. 
W 2007 roku retrospektywa Lecha Majewskiego, zapoczątkowana w MoMA, podróżowała do Art Institute of Chicago, Portland Art Museum, Cleveland's Wexner Arts Center, UCLA, Honolulu Academy of Arts, Berkeley Art Museum i National Gallery w Waszyngtonie. Dziennikarz Washington Post, Philip Kennicott, napisał: „Majewski to genialny filmowiec, którego przejmująca estetyka jest przetwarzana przez żywy umysł i osobliwą wyobraźnię. W jego filmach wielkie kategorie naszego istnienia, publiczne i prywatne, osobiste i polityczne, nieustannie przenikają się jedna w drugą”. 
W 2011 roku Lech Majewski ukończył czteroletnią pracę nad filmem Młyn i Krzyż, opartym na obrazie Petera Bruegela Droga na Kalwarię i monografii Michaela Francisa Gibsona. Ta wyjątkowa cyfrowa mozaika, złożona z wielu warstw perspektyw, zjawisk atmosferycznych i ludzi, wymagała cierpliwości i wyobraźni, a także zastosowania nowej technologii CGI i efektów 3D. W rolach głównych wystąpili: Charlotte Rampling, Michael York i Rutger Hauer jako Bruegel. Film miał premierę na festiwalu Sundance i został określony przez Dennisa Harveya w Variety jako „niezwykły skok wyobraźni; wizualnie zachwycający, zaskakująco uwodzicielski hazard”. Daniel M. Gold w The New York Times stwierdził, że film „hipnotyzuje”; Ross Ufberg w Galo Magazine i Alain Spira w Paris-Match nazwali go „arcydziełem kina”. Roger Ebert w Chicago Sun-Times napisał: „Oto film o wielkim pięknie i mądrości, przed którym słowa milkną”. Od tego czasu film był dystrybuowany w ponad 80 krajach i wziął udział w wielu festiwalach. Na jego podstawie Majewski stworzył serię prac wideo zatytułowaną Bruegel Suite, które w lutym 2011 r. zainstalowano w Luwrze, i na 54. Biennale w Wenecji. 
Podczas pracy nad Młynem i Krzyżem Majewski otworzył retrospektywę swoich prac w Nowej Zelandii, gdzie wykładał na University of Canterbury i wystawił operę Karola Szymanowskiego Król Roger na Bard Music Festival w Nowym Jorku. W tym samym okresie jego twórczość prezentowano w Image Forum w Tokio; Yokohama Museum of Art; Narodowej Galerii Zachęta w Warszawie; The SPOT Taipei House na Tajwanie; Muzeum Narodowym w Krakowie i San Francisco Museum of Modern Art. Napisał również swoją szóstą powieść Manhattan Babilon. 
Jego Onirika (2014) to filmowa eksploracja straty i duchowego odkupienia. Historia miłosna oparta na współczesnej interpretacji Boskiej Komedii Dantego, rozgrywająca się w Polsce w 2010 roku naznaczonym powodziami, pożarami i katastrofą samolotu prezydenckiego. „Wizje są uderzająca, a temat śmierci głęboko i oryginalnie ukazany” – napisała Deborah Young w Hollywood Reporter, a włoski Corriere della Sera nazwał Onirikę „Najlepszym filmem inspirowanym Dantem”. 
W 2014 prace Lecha Majewskiego można było oglądać w Museo d’Arte Contemporanea w Rzymie; Palacio de Cibeles w Madrycie; Wapping Project i National Gallery w Londynie; w Łotewskim Muzeum Narodowym; Muzeum Śląskim; w Fundacion Ludwig w Hawanie i Tel-Aviv Museum of Art. Wykładał na uniwersytetach w Pizie i Bolonii, na Accademia di Belle Arti di Roma, Amherst College i University of Massachusetts, a University of Cambridge zorganizował retrospektywę jego filmów wideo i wideo. W latach 2015–2020 Wydawnictwo „Rebis” i Narodowe Centrum Kultury wydały 15-tomową kolekcję jego pism, w tym sześć powieści, cztery zbiory esejów, trzy tomy scenariuszy filmowych oraz wybrane wiersze. W 2017 roku Majewski wystawił również swoją sztukę teatralną Mariacka 5. W 2017 został członkiem czynnym Polskiej Akademii Umiejętności. 
W 2019 roku, po zdjęciach w Utah, Los Angeles, Rzymie i śląskich zamkach, ukończył pracę nad Doliną Bogów. Film splata ze sobą trzy wątki narracyjne: archaiczną legendę Indian Navajo o bogach zamkniętych w skałach; historię miliardera żyjącego w ukryciu przed światem; i narratora, który pracuje jako copywriter w firmie bogacza. W obsadzie znaleźli się: Josh Hartnett, John Malkovich, Berenice Marlohe, John Rhys-Davies i Keir Dullea. Dolina Bogów to dramat na dużą skalę z wielkim rozmachem wizualnym. Są w nim rzeczy, które będę pamiętał długo po tym, jak większość konwencjonalnych filmów zniknie – pisze Roger Ebert. – Cudownie nieskrępowana wizja filmowa!” W tym samym roku Majewski zostaje też członkiem amerykańskiej Akademii Sztuki i Wiedzy Filmowej. 
W 2021 Lech Majewski otrzymał doktorat Honoris Causa Uniwersytetu Pedagogicznego w Krakowie. Rok później na ekrany wchodzi Brigitte Bardot Cudowna, dwunasty film fabularny Majewskiego, oparty na wcześniejszej powieści Pielgrzymka do Grobu Brigitte Bardot Cudownej i na motywach podróży Telemacha w poszukiwaniu ojca. Młody bohater, podobnie jak u Homera, spotyka mityczne postacie ze współczesnej mu mitologii kultury masowej i polityki. 
W 2023 Uchwałą nr LXVIII/1398/23 Rada Miasta Katowice przyznała Majewskiemu tytuł Honorowego Obywatela Miasta Katowice. 
W roku 2024 w Muzeum Narodowym w Poznaniu zainstalowany został cykl 12 wideo-artów inspirowanych malarstwem Jacka Malczewskiego. Eksplorując jego sferę fantazji i wizji, Majewski w dramatyczny i często szokujący sposób ukazał w nim historię Polski na przestrzeni ostatnich dwóch stuleci. 
21 sierpnia 2020 roku do kin trafiła polsko-hollywoodzka produkcja Lecha Majewskiego – Dolina Bogów. W rolach głównych wystąpiły gwiazdy światowego kina: John Malkovich, Josh Hartnett, Bérénice Marlohe, John Rhys-Davies i Keir Dullea.
Lech Majewski to twórca totalny, przekraczający granice dyscyplin artystycznych i konwencjonalnych narracji. Jego dorobek stanowi ważny głos w światowej sztuce współczesnej, a sam artysta pozostaje jednym z najważniejszych ambasadorów polskiej kultury na świecie oraz jednym z najoryginalniejszych i najbardziej enigmatycznych twórców XXI wieku. Jest jednym z najbardziej wszechstronnych i wizjonerskich artystów współczesnych, łączący w swojej twórczości elementy sztuk wizualnych, muzyki, literatury i filozofii. Jego twórczość wymyka się jednoznacznej klasyfikacji, a dzieła cechuje głęboki symbolizm, mistycyzm oraz unikatowa estetyka, często oscylująca na pograniczu snu i jawy. Pracując na arenie międzynarodowej, buduje swoje wizje w filmach, instalacjach, powieściach, teatrze i inscenizacjach operowych. Jego dzieła są prezentowane w galeriach i muzeach na całym świecie. Prowadzi też wykłady na temat ukrytego języka symboli na uniwersytetach i akademiach sztuki.
Museum of Modern Art w Nowym Jorku uhonorowało go indywidualną retrospektywą zatytułowaną Lech Majewski: Conjuring the Moving Image. Kurator tej wystawy, Laurence Kardish, stwierdził: „Wizje Lecha Majewskiego dotykają ukrytych obszarów umysłu współczesnego człowieka, bowiem w wyjątkowo mistrzowski sposób potrafi wizualizować ludzkie fobie, obsesje i fascynacje”. Jest członkiem Gildii Reżyserów Amerykańskich i Akademii Sztuki i Wiedzy Filmowej

## Twórczość

### Filmografia
- 1978: Zwiastowanie scenarzysta/reżyser
- 1980: Rycerz scenarzysta/reżyser
- 1986: Lot świerkowej gęsi scenarzysta/reżyser/producent
- 1988: Więzień Rio scenarzysta/reżyser/producent
- 1992: Ewangelia według Harry’ego scenarzysta/reżyser/producent
- 1996: Basquiat – Taniec ze śmiercią scenarzysta/producent
- 1988: Pokój saren scenarzysta/reżyser/producent/kompozytor/scenograf
- 1999: Wojaczek scenarzysta/reżyser/montażysta
- 2000: Angelus scenarzysta/reżyser/scenograf/kompozytor/montażysta
- 2004: Ogród rozkoszy ziemskich scenarzysta/reżyser/producent/kompozytor
- 2007: Szklane usta scenarzysta/reżyser/producent/operator filmowy/montażysta/kompozytor
- 2011: Młyn i krzyż scenarzysta/reżyser/producent/operator filmowy/scenograf/montażysta/kompozytor
- 2013: Onirica scenarzysta/reżyser/producent/operator filmowy/scenograf/montażysta/kompozytor
- 2019: Dolina Bogów scenarzysta/reżyser/producent/operator filmowy/scenograf/montażysta/kompozytor
- 2022: Brigitte Bardot cudowna scenarzysta/reżyser/producent/operator filmowy/scenograf/montażysta/kompozytor
- 2024: Jacek Malczewski / Lech Majewski[9]

### Scena

#### Opera
- 1993 Ubu Rex reżyser
- 1995 Carmen reżyser/producent
- 1996 Pokój saren kompozytor/librecista/reżyser/producent/scenograf/choreograf
- 2002 Carmen reżyser/producent
- 2008 Harnasie / Król Roger reżyser/scenograf

#### Teatr
- 1982 London Odyssey dramatopisarz/reżyser/scenograf
- 1995 The Black Rider reżyser
- 1997 Sen nocy letniej reżyser/choreograf/kompozytor
- 1998 Tramwaj dramatopisarz/reżyser/producent
- 2002 Opera za trzy grosze reżyser/scenograf/kostiumograf/choreograf
- 2017 Mariacka 5 dramatopisarz/reżyser/scenograf

### Literatura
- 1978 Baśnie z tysiąca nocy i jednego miasta (poezja)

- 1979 Poszukiwanie raju (poezja)
- 1981 Mieszkanie (poezja)
- 1981 Kasztanaja (powieść)
- 1991 Aszan Blues (powieść)
- 1993 Szczury Manhattanu (powieść)
- 1994 Asa Nisi Masa – Magia w 8 1/2 Felliniego (eseje)
- 1996 Pielgrzymka do grobu Brigitte Bardot cudownej (powieść)
- 1997 Basquiat (powieść filmowa)
- 1997 Muzeum mojej nędzy (poezja)
- 1997 Autobus na Golgotę (komiks)
- 1998 Oficjalne centrum świata (eseje)
- 1998 Św. Sebastian (poezja)
- 2002 Metafizyka (powieść)
- 2003 Hipnotyzer (powieść)
- 2015 Manhattan Babilon (powieść)
- 2016 Scenariusze, Tom I
- 2017 Scenariusze, Tom II
- 2019 Scenariusze, Tom III
- 2017 Mariacka 5 (dramat)
- 2018 Pejzaż intymny (eseje)
- 2019 Smutek to najgorsza część dnia (poezja)
- 2020 Ukryty język symboli (eseje)

### Dyskografia
- Pokój saren piano wraz z Józefem Skrzekiem

## Ordery i odznaczenia
- Krzyż Oficerski Orderu Odrodzenia Polski (2014)[10]

## Nagrody i wyróżnienia
- Killian Preiss - nagroda za reżyserię opery Wolny strzelec w Heilbronie (1995)
- Złota Maska (Śląsk) za kształt plastyczny autorskiej opery Pokój saren w Operze Śląskiej w Bytomiu (1997)
- Nagroda na IV Wrocławskim Festiwalu Filmowym „Najnowsze kino polskie” za film Wojaczek (1999)
- Loża Liderów'98 - nagroda „Trybuny Śląskiej” (1999)
- Nagroda na 24. FPFF w Gdyni za reżyserię filmu Wojaczek (1999)
- Statuetka Don Kichota - nagroda dla Wojaczka, najlepszego filmu Festiwal Kina Niezależnego w Barcelonie (2000)
- Brązowa Statuetka Leliwity (nagroda gówna) IV Tarnowskiej Nagrody Filmowej za film Wojaczek (2000)
- Złote Klucze na MF Kina Artystycznego w Trencianskich Teplicach za najlepszą reżyserię filmu Wojaczek (2000)
- Nagroda główna I Festiwalu Kina Europejskiego w Coroto dla filmu Wojaczek (2000)
- Nagroda dziennikarzy na Przeglądzie Filmów Fabularnych Prowincjonalia we Wrześni dla filmu Wojaczek (2000)
- Srebrne Grono na XXXI LLF w Łagowie dla filmu Angelus (2001)
- Nagroda Specjalna w Konkursie Kina Niezależnego na FPFF w Gdyni za film Złom (2002)
- Nagroda „Wielki FeFe” na IX Fefe Film Festiwal w Warszawie za robienie swojego w filmie (2002)
- „Złoty Zamek”, nagroda na Międzynarodowym Festiwalu Filmowym „Off Cinema” w Poznaniu za film Złom (2002)
- „Złoty Glan” - nagroda łódzkiego Kina Charlie przyznana podczas Festiwalu Twórców „Powiększenie” m.in. za erupcję niespożytej kreatywności, za bezkompromisowość w podejmowaniu wyborów artystycznych (2004)
- Nagroda Fundacji Polskiego Górnictwa Naftowego i Gazownictwa SA im. Ignacego Łukasiewicza przyznana na 29. FPFF w Gdyni za promocję polskiej kultury filmowej za granicą - film Ogród rozkoszy ziemskich (2004)
- Premio Proxima (nagroda główna) na Roma International Independent Film Festival w Rzymie dla filmu Ogród ziemskich rozkoszy (2004)
- Nagroda Reżyser NieZwykły 2005 na II Festiwalu Filmów NieZwykłych w Kielcach (2005)
- Śląski Orzeł 2005 - nagroda miesięcznika „Śląsk” w Katowicach (2005)
- Nagroda Marszałka Województwa Śląskiego za znaczące osiągnięcia w dziedzinie filmu, teatru, plastyki, literatury i przekazów multimedialnych (2006)
- Miód - Nagroda „Polskiego Dziennika Zachodniego” za działania na rzecz regionu zachodniej Polski (2009)
- Nagroda Specjalna Jury 36. FPFF w Gdyni za film Młyn i krzyż oraz za dźwięk do filmu (wspólnie ze Zbigniewem Maleckim) (2011)
- Grand Prix na Międzynarodowym Festiwalu Filmowym CinEast w Luksemburgu dla filmu Młyn i krzyż (2011)
- „Złoty Anioł” na Międzynarodowym Festiwalu Filmowym „Tofifest” w Toruniu dla najlepszego filmu polskiego (2011)
- Nagroda Główna na Festiwalu „Popoli e Religioni” w Terni dla filmu Młyn i krzyż (2011)
- Brązowe Grono i Nagroda Zielonogórskiego Klubu Kultury Filmowej na LLF w Łagowie (2011)
- Wyróżnienie Specjalne Koła Krytyków Filmowych w San Francisco dla filmu Młyn i krzyż (2011)
- Nagroda im. Lecha Kaczyńskiego (2012)
- Międzynarodowa Nagroda Muzyki Filmowej w Sonorze za film Młyn i krzyż (2012)
- Złota Sowa Polonii za twórczość filmową (2013)[11]
- Nagroda im. Kazimierza Ostrowskiego za nadanie wyjątkowej rangi malarskiej tworzonym przez niego obrazom filmowym (2015)
- Doroczna Nagroda Ministra Kultury i Dziedzictwa Narodowego w kategorii: film (2016)
- Nagroda „Culture.pl Superbrands” przyznana przez Instytut Adama Mickiewicza twórcom i instytucjom kultury, które najskuteczniej wspierają markę Polska za granicą (2017)
- Nagroda Specjalna dla Reżysera na Międzynarodowym Festiwalu Filmowym „Energa Camerimage” w Toruniu (2019)
- „Platynowy Opornik” za całokształt twórczości na XI Festiwalu Filmowym „Niepokorni Niezłomni Wyklęci” w Gdyni (2019)
- Nagroda Specjalna Przewodniczącego Komitetu Organizacyjnego Festiwalu Filmu Polskiego w Ameryce w Chicago za reżyserię filmu Valley of the Gods (2019)
- Nagroda 100-lecia ZAiKS-u (2021)[12]
- Orzeł (Polska Nagroda Filmowa) Nagroda w kategorii: Najlepsza scenografia w filmie Valley of the Gods (2021)

Źródło:.